# Ньютон, Хьюи Перси
Хью́и Пе́рси Нью́тон (англ. Huey Percy Newton; 17 февраля 1942, Монро, Луизиана, США — 22 августа 1989, Окленд, Калифорния) — американский коммунист, пропагандист и правозащитник, один из основателей Партии чёрных пантер. Сам Ньютон представлялся как «Министр обороны» (Minister of Defense) Партии чёрных пантер.

Хьюи Ньютон и Бобби Сил на пантеровском агитационном плакате. Изречение Ньютона о «расистских собаках полицейских, которым необходимо убираться немедленно из наших общин» и подпись «Хьюи П. Ньютон, министр обороны»

## Биография
Хьюи Перси был младшим ребёнком в семье Армелии и Уолтера Ньютонов. Его отец был батраком и баптистским пастором. Получил имя в честь знаменитого луизианского политического деятеля Хьюи Лонга. Когда Хьюи было три года, его семья переехала в Калифорнию. После окончания школы учился в оклендском Меррити-колледже, затем в школе права в Сан-Франциско. Несмотря на то, что он изучал право, в юном возрасте он неоднократно арестовывался за мелкие правонарушения (например, в 14 лет — за незаконное ношение оружия и вандализм), а также занимался воровством, чтобы продолжать учёбу в колледже.
Во время учёбы он познакомился с носителем леворадикальных взглядов Бобби Силом. Вместе они выдвигают идею «вооружённой самообороны» в чёрных гетто. После убийства в 1965 году знаменитого чернокожего лидера Малкольма Икса проект привлекает внимание и получает известность под названием «Чёрные пантеры».
В 1967 году обвинялся в убийстве полицейского, однако через 22 месяца обвинения были сняты, так как полицейский, по-видимому, был убит дружественным огнём своих коллег. На фоне массовых протестов 1968 года Ньютон из тюрьмы призывает всех радикалов к объединению в «единый фронт гражданской войны». К 1970 году в большинстве штатов деятельность организации «Чёрные пантеры» была запрещена, а их офисы разгромлены. В 1971 году Ньютон побывал в Китае и встречался с высокопоставленными государственными лицами (см. Пинг-понговая дипломатия). Вернувшись в США, призвал своих оставшихся в живых и на свободе сторонников к «тактическому» отказу от насилия. В 1974 году он вновь был обвинён в убийстве проститутки и скрывался на Кубе. В 1977 году вернулся в США и в 1979 году, после двух судебных процессов, на которых присяжные не смогли прийти к единогласному решению, обвинения в убийстве проститутки были с него сняты (его признали виновным лишь в незаконном хранении оружия, за что он отбыл в заключении 9 месяцев).
Находясь в заключении, сумел прослушать курс лекций известного социобиолога Роберта Триверса и написал с ним в соавторстве анализ поведения экипажа самолёта Boeing 737, потерпевшего катастрофу в Вашингтоне. В 1980 году ему в Калифорнийском университете была присвоена степень доктора философии за работу «Война против пантер: исследование репрессий в Америке» (War Against the Panthers: A Study of Repression in America). В 1982 году снова был арестован и обвинён в хищении денежных средств, однако отрицал обвинения, считая, что дело сфабриковано ФБР.
Погиб 22 августа 1989 года, когда на одной из улиц Окленда его застрелил член «Чёрной семьи», наркоторговец Тайрон Робинсон. Спустя два года Робинсон был приговорён к 32-м годам заключения.

## В культуре
Память о Хьюи Ньютоне, при жизни снискавшим симпатии многих деятелей культуры, в том числе Джона Леннона и Жана Жене, живёт во многих произведениях хип-хопа (ссылки на него присутствуют в песнях «Changes» Тупака Шакура, «Welcome to the Terrordome» Public Enemy, «The Martyr» Immortal Technique, «Malcolm, Garvey, Huey» Dead Prez и т. д.).
Его жизни посвящены фильмы «Пантера» (режиссёр Марио Ван Пиблз, 1995 год; в роли Ньютона Маркус Чонг) и «История Хьюи Ньютона» (режиссёр Спайк Ли, 2001 год; запись моноспектакля актёра и сценариста Роджера Г. Смита).

## Произведения
- Революционное самоубийство / Хьюи П. Ньютон; При участии Дж. Германа Блейка. — М.: Ультра.Культура, 2003. — 544 с.
- О правильном подходе к революции Архивная копия от 22 сентября 2017 на Wayback Machine
- Движение за освобождение женщин и гомосексуалистов Архивная копия от 16 ноября 2016 на Wayback Machine
- О движении в защиту мира Архивная копия от 25 июня 2016 на Wayback Machine
- Бостонская речь Архивная копия от 25 июня 2016 на Wayback Machine